# Ga Daemyeong
Ga Daemyeong là ga đường sắt ở Nam-gu, Daegu, Hàn Quốc, nó là một phần của Tàu điện ngầm Daegu tuyến 1.

## Số lượng hành khách hằng năm
| 1997 | 1998 | 1999 | 2000          | 2001 | 2002 | 2003 | 2004 | 2005 | 2006 | 2007 | 2008 | 2009 |
| ---- | ---- | ---- | ------------- | ---- | ---- | ---- | ---- | ---- | ---- | ---- | ---- | ---- |
| 2406 | 2707 | 2762 | không công bố | 2701 | 2774 | 1658 | 2610 | 2688 | 3318 | 3168 | 3169 | 3094 |

## Liên kết
- (tiếng Hàn) Trạm thông tin mạng Lưu trữ ngày 12 tháng 9 năm 2014 tại Wayback Machine từ Tổng công ty đường sắt cao tốc đô thị Daegu